# Санта Марија дел Монте (Пескара)
Санта Марија дел Монте (итал. Santa Maria del Monte) је насеље у Италији у округу Пескара, региону Абруцо.
Према процени из 2011. у насељу је живело 65 становника. Насеље се налази на надморској висини од 336 м.